# Vitória Luísa da Prússia
Vitória Luísa Adelaide Matilde Carlota da Prússia (em alemão:  Viktoria Luise Adelheid Mathilde Charlotte von Preußen; Potsdam, 13 de setembro de 1892 – Hanôver, 11 de dezembro de 1980) foi a única filha das sete crianças do kaiser Guilherme II da Alemanha e da sua consorte, a imperatriz Augusta Vitória. Na altura da sua morte, era a última sobrevivente entre seus irmãos.
É a avó materna  da rainha Sofia da Espanha, e bisavó do atual rei da Espanha, Filipe VI.

## Início da vida

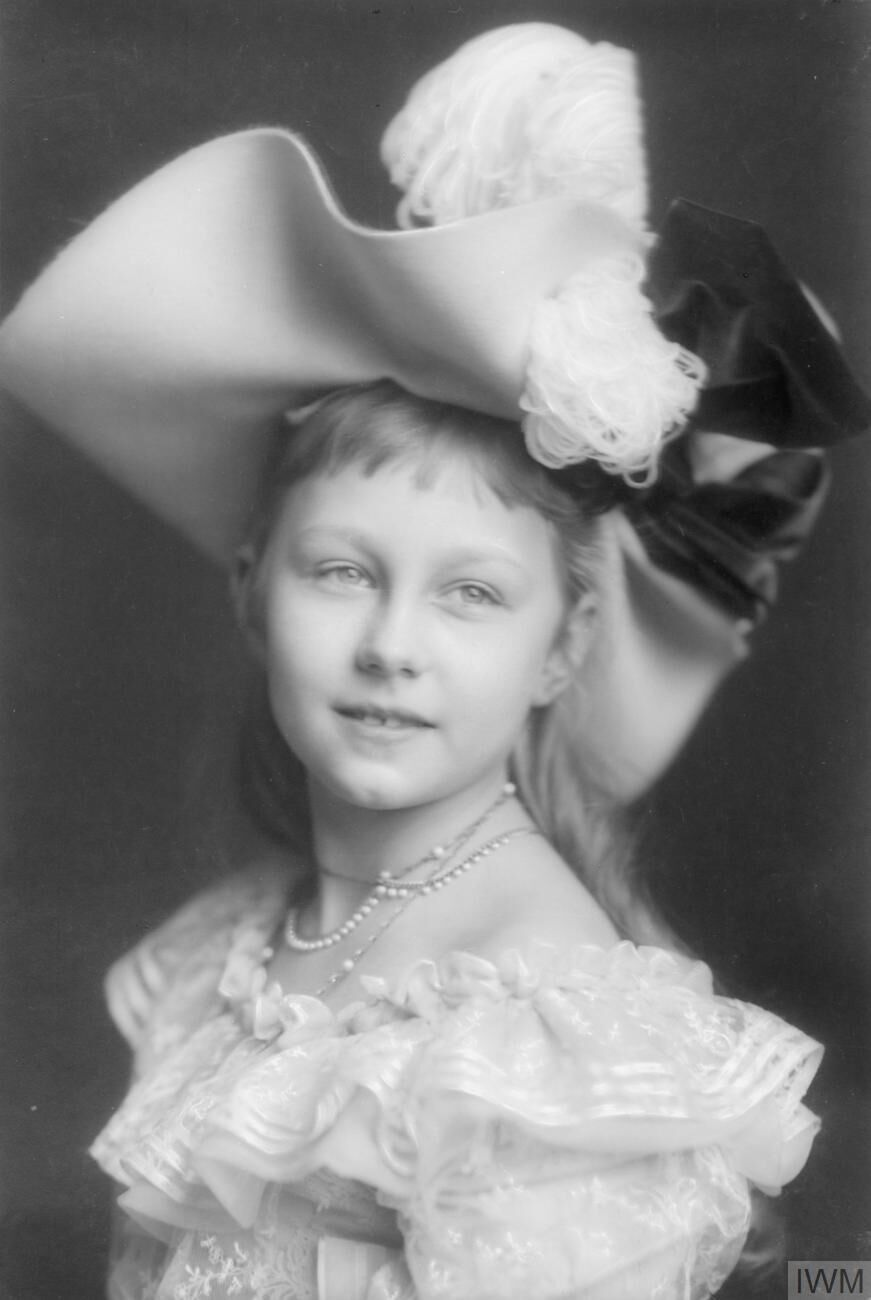
Vitória Luísa aos dez anos

A princesa Vitória Luísa Adelaide Matilde Carlota nasceu em 13 de setembro de 1892, como a sétima filha e única menina de Guilherme II da Alemanha e Augusta Vitória de Eslésvico-Holsácia. A Imperatriz escreve em seu diário logo após o parto: "Após seus filhos, Deus nos abençoou como nosso sétimo filho, pequena, mas uma forte menina". Vitória Luísa foi batizada em 22 de outubro e recebeu o nome de sua bisavó paterna, Vitória do Reino Unido, e de sua trisavó paterna, Luísa de Mecklemburgo-Strelitz, sendo chamada por sua família de "Sissy".
O historiador Justin C. Vock descreve Vitória Luísa inteligente como sua avó paterna, a princesa real Vitória, imponente e digna como sua mãe, mas imperiosa e voluntariosa como seu pai. Ela gostava de ser o centro das atenções e era a favorita de seu pai. De acordo com seu irmão mais velho, Guilherme, Príncipe Herdeiro da Alemanha, Vitória Luísa era "a única de nós a ganhar na infância um lugar confortável" no coração de seu pai. Em 1902, sua governanta inglesa, Anne Topham, observou que aos nove anos a princesa era amigável, enérgica e sempre brigando com seu irmão mais velho, o príncipe Joaquim. Depois observou que Guilherme II da Alemanha era a "força dominante da vida de sua filha. Suas ideias, suas opiniões sobre homens e coisas são persistentemente citadas por elas".
A família residia no Castelo de Homburg, e Vitória Luísa e Joaquim costumavam visitar seus primos no Castelo de Kronberg. Em 1905, a princesa estudou música com a pianista Sandra Drouker. Por um período de uma semana em Maio de 1911, Vitória Luísa visitou a Inglaterra a bordo do Hohenzollern com seus pais, onde eles visitaram seu primo Jorge V do Reino Unido para a inauguração de uma estátua da Rainha Vitória no Palácio de Buckingham.
Sua Crisma aconteceu em Friedenskirche em Potsdam em 18 de outubro de 1909.

## Casamento

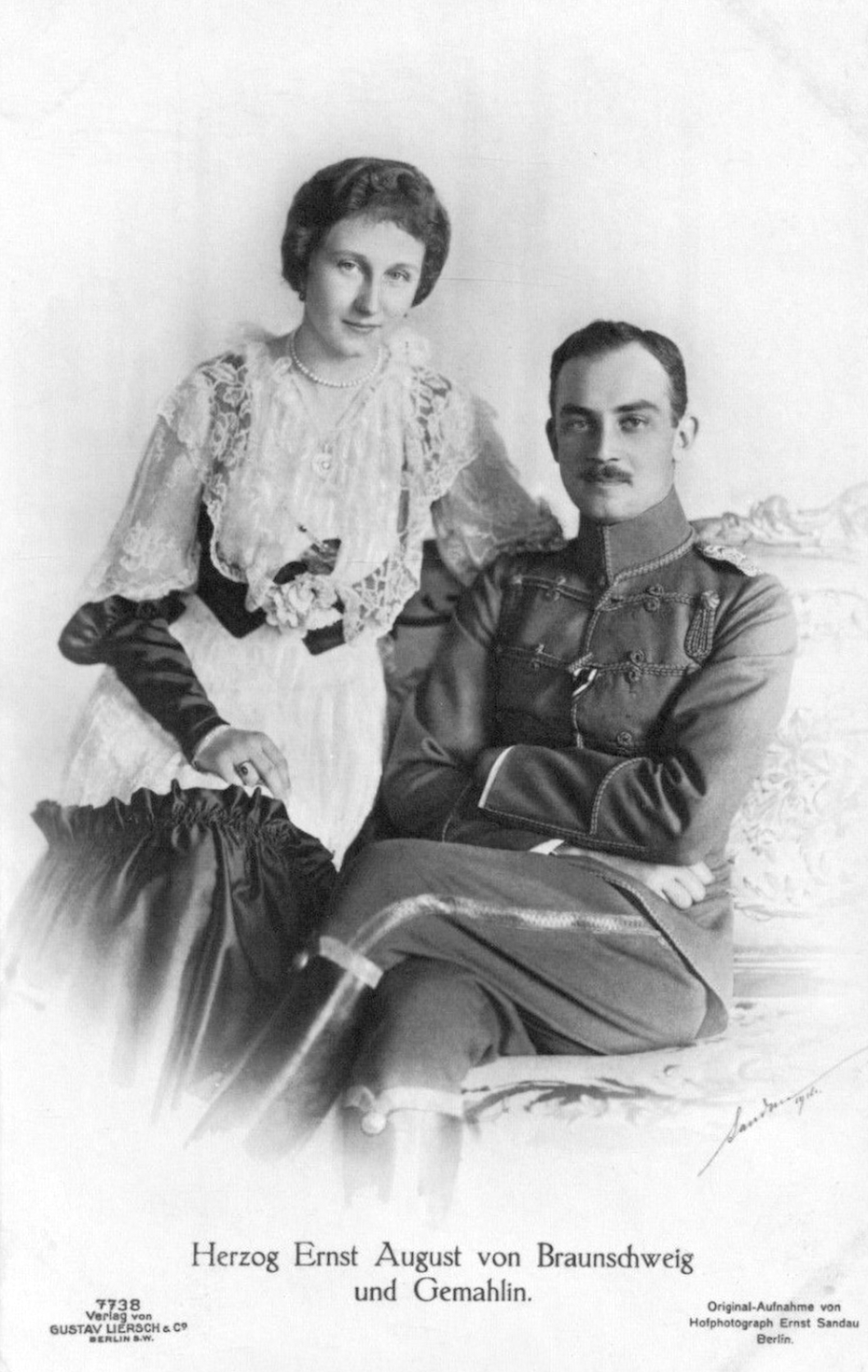
Vitória Luísa e Ernesto Augusto, Duque de Brunsvique (antes de 1918)

Em 1912, Ernesto Augusto, Duque de Brunsvique, o rico herdeiro do título de Duque de Cumberland, foi até a corte de Berlim agradecer ao Imperador Guilherme pela presença do Príncipe Herdeiro Guilherme e do príncipe Eitel no funeral de seu irmão, o príncipe Jorge Guilherme. Enquanto esteve em Berlim, Ernesto Augusto conheceu Vitória Luísa e os dois encantaram-se um com o outro. No entanto, as discussões sobre casamento foram prolongadas por meses devido a tensões políticas. Ernesto Augusto também era herdeiro do Reino de Hanôver, que tinha sido anexado pela Prússia depois da Guerra Austro-Prussiana de 1866. O Príncipe Herdeiro da Prússia sugeriu que Ernesto Augusto abdicasse de seus direitos a Hanôver; em um acordo, foi decidido que ele sucederia em um ducado menor de Brunvique, do qual seu pai era sucessor. A família havia sido impedida de suceder a Brunvique devido às suas reivindicações ao Reino de Hanôver. Eles ficaram noivos em Karlsruhe no dia 11 de fevereiro de 1913.
O casamento aconteceu no dia 24 de maio de 1913 em Berlim. A imprensa saudou o evento como o fim da briga entre a Casa de Hanôver e a Casa de Hohenzollern que existia desde a anexação em 1866. The Times descreveu a união como Romeu e Julieta com um final feliz. Apesar de a imprensa classificar o evento como uma cerimônia de amor, ainda não foi demonstrado se havia interesses políticos; a historiadora Eva Giloi acredita que o casamento foi resultado do desejo da Prússia de colocar fim ao conflito, embora Vitória Luísa descreveu em uma carta como um "jogo de amor".
Em um gesto diplomático, Guilherme II da Alemanha convidou sua extensa família. Entre os convidados incluíam os primos de Guilherme II, Jorge V do Reino Unido e Nicolau II da Rússia. O casamento contou com 1.200 convidados. O casamento foi um dos últimos grandes eventos da realeza europeia antes da Primeira Guerra Mundial. 
A imperatriz Augusta Vitória sofreu muito com a separação da sua única filha e chorou toda a noite.

## Segunda Guerra Mundial
Muitos dos irmãos de Vitória Luísa se juntaram ao Partido Nazista, incluindo Guilherme, Príncipe Herdeiro da Alemanha e Augusto Guilherme da Prússia. Enquanto Ernesto Augusto, Duque de Brunsvique nunca tenha se juntado oficialmente ao partido, doou fundos e esteve perto de vários líderes. Como um ex-príncipe britânico, Ernesto Augusto, assim como, Vitória Luísa, desejavam uma reaproximação entre a Inglaterra e a Alemanha. Ostensivamente desejando uma aliança com o Reino Unido, em meados da década de 1930, Adolf Hitler sugeriu que organizassem um encontro entre sua filha Frederica de Hanôver e Eduardo do Reino Unido. O duque e a duquesa de Brunvique recusaram, acreditando que a diferença era muito grande.
Em maio de 1941, seu pai adoeceu de um bloqueio intestinal e Vitória Luísa viajou até Huis Doorn para visita-lo, assim como vários de seus irmãos. Guilherme II da Alemanha se recuperou o suficiente para eles retornarem, mas piorou novamente. Vitória Luísa retornou a tempo de estar junto a cama de pai, junto com seu sobrinho Luís Fernando da Prússia e sua madrasta Hermínia Reuss de Greiz, quando ele morreu em 4 de junho de 1941 de uma Embolia pulmonar. Poucos dias antes do fim da guerra na Europa em abril de 1945, Vitória Luísa estava morando com seu marido no Castelo de Blankenburgo. Poucos dias antes de Blankenburg ser entregue ao Exército Vermelho pelas forças britânicas e estadunidenses no final de 1945, a família conseguiu mudar-se para o Castelo de Marienburg com seus móveis, transportados por caminhões do exército britânico, por ordem de Jorge VI do Reino Unido.

## Obras

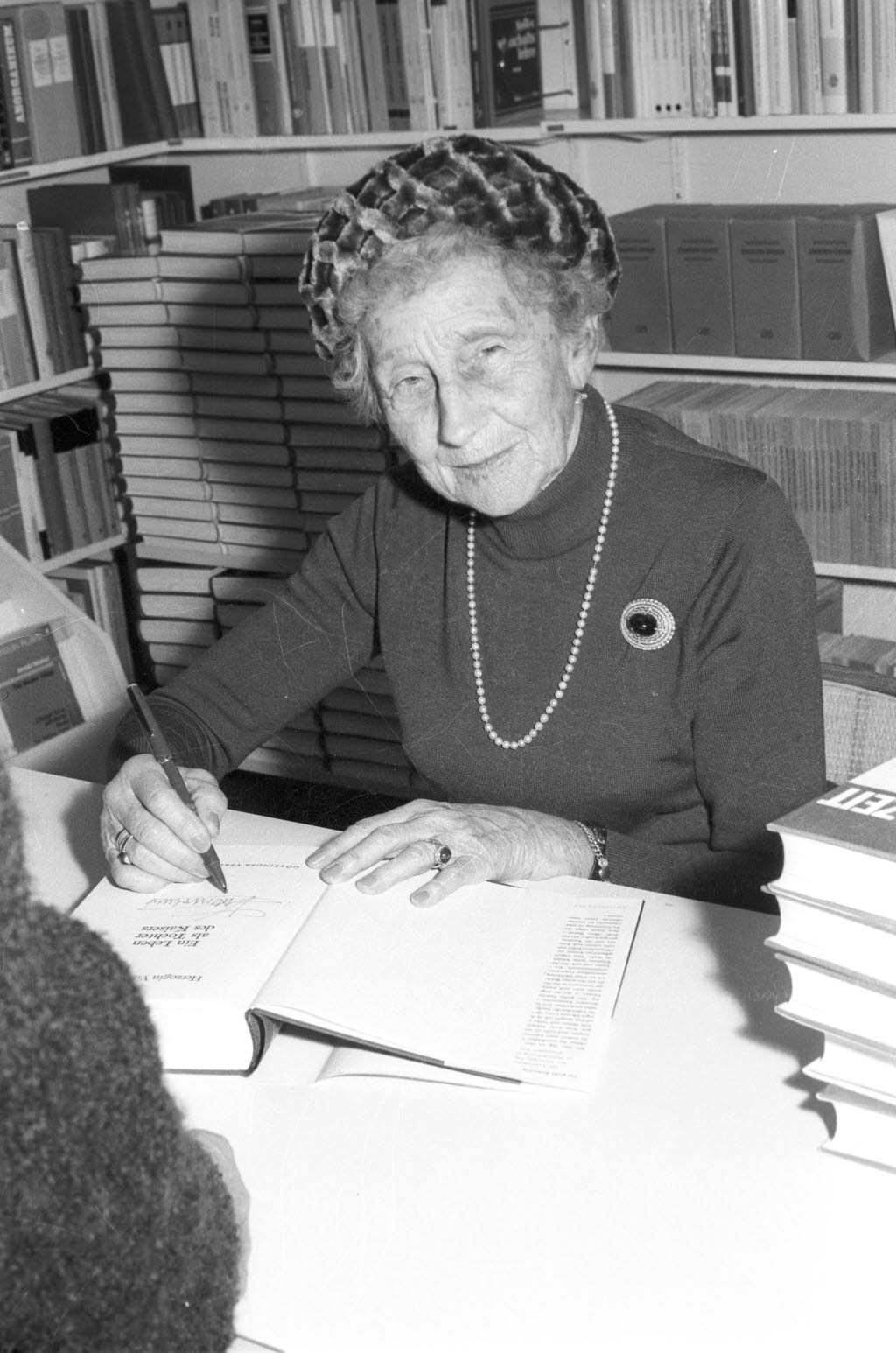
Vitória Luísa autógrafa sua autobiografia (1970)

- Ein Leben als Tochter des Kaisers
- Im Strom der Zeit
- Bilder der Kaiserzeit
- Vor 100 Jahren
- Die Kronprinzessin
- Deutschlands letzte Kaiserin

## Honras
Nacionais (Alemanha)
- Grã-Cruz da Ordem da Águia Negra[22]
- Dama da Ordem de Luísa[22][23]
- Grã-Cruz da Ordem de São Jorge[22]

Estrangeiras
- Grécia, Ordem de São Olga e da Santa Sofia[22]
- Espanha, Ordem de Maria Luísa[22][24]
- Império Otomano, Ordem do Medjidie (Classe Especial)[22]

## Descendência
| Nome            | Nascimento            | Morte                  | Observações |
| --------------- | --------------------- | ---------------------- | --- |
| Ernesto Augusto | 18 de março de 1914   | 9 de dezembro de 1987  | Casou-se com Ortruda de Eslésvico-Holsácia-Sonderburgo-Glucksburgo em 1951, com descendência. Casou-se com Mônica de Solms-Laubach em 1981, sem descendência. |
| Jorge Guilherme | 25 de março de 1915   | 8 de janeiro de 2006   | Casou-se com Sofia da Grécia e Dinamarca em 1946, com descendência.                                                                                           |
| Frederica       | 18 de abril de 1917   | 6 de fevereiro de 1981 | Casou-se com Paulo da Grécia em 1938, com descendência. |
| Cristiano Óscar | 1 de setembro de 1919 | 10 de dezembro de 1981 | Casou-se com Mireille Dutry em 1963, com descendência. |
| Guelfo Henrique | 11 de março de 1923   | 12 de julho de 1997    | Casou-se com Alexandra de Isenburg-Büdingen em 1960, sem descendência.                                                                                        |